# Parafia Najświętszego Serca Jezusowego w Łysinach
Parafia Najświętszego Serca Jezusowego w Łysinach – parafia rzymskokatolicka, znajdująca się w archidiecezji częstochowskiej, w dekanacie Gidle.